# Флаг Понтонного
Флаг внутригородского муниципального образования посёлок Понто́нный в Колпинском районе города Санкт-Петербурга Российской Федерации — опознавательно-правовой знак, служащий официальным символом муниципального образования и знаком единства его населения.
Флаг утверждён 17 мая 2007 года и внесён в Государственный геральдический регистр Российской Федерации с присвоением регистрационного номера 3370.

## Описание
«Флаг муниципального образования посёлка Понтонный г. Санкт-Петербурга представляет собой прямоугольное полотнище с отношением ширины флага к длине — 2:3, воспроизводящее композицию герба муниципального образования посёлка Понтонный г. Санкт-Петербурга в красном, синем, и жёлтом цветах».
Геральдическое описание герба гласит: «В червлёном (красном) поле поверх лазоревого (синего, голубого) столба — золотой пониженный якорь о двух лапах в столб без поперечного бруса на анкерштоке, завершенный вверху и внизу рымами, поверх которого два золотых топора накрест, рукоятки которых вниз и под лапами якоря, сопровождаемый вверху тремя золотыми ромбами в стропило».

## Символика
Флаг составлен на основании герба муниципального образования посёлка Понтонный города Санкт-Петербурга, в соответствии с традициями и правилами геральдики и отражает исторические, культурные, социально-экономические, национальные и иные местные традиции.
Символика флага отражает название посёлка Понтонный.
Золотой якорь с перекрещёнными поверх него двумя такими же топорами — эмблема на погонах понтонных батальонов инженерных войск русской армии в 1909—1917 годах. Посёлок берёт начало с 1712 года, когда на окраине сельца Вознесенское (позднее — Корчмино), отданного в кормление ближайшему сподвижнику Петра I генерал-майору В. Д. Корчмину, была расквартирована первая в России понтонная рота в количестве 36 человек, на вооружении которых находились жестяные понтоны голландского типа. Однако современный облик посёлок начал приобретать в 1906 году, когда была пущена железная дорога Санкт-Петербург—Череповец, построены жилые дома, а в новые казармы возвратился с русско-японской войны понтонный батальон. Лагерь понтонеров располагался вдоль нынешней улицы Лагерное шоссе, там где ныне находится стадион «Парус» и до улицы Победы посёлка Саперный вдоль Корчминского ручья. Самый старый дом, сохранившийся в посёлке построен именно в 1906 году (дом № 8 по ул А. Товпеко). Тогда же появилась железнодорожная станция Понтонная.
Золотые ромбы (листы фанеры) и два золотых топора одновременно символизируют и Усть-Ижорский фанерный комбинат (бывшая фабрика, принадлежавшая инженеру-технологу Владимиру Леонидовичу Хорвату), основанный в 1910 году. Ромбы можно рассматривать также и как символическое изображение понтонов. Якорь — это и символ Усть-Ижорской судоверфи, заложенной Морским ведомством России на земле, которая была выкуплена в 1912 году у крестьян села Вознесенское (ныне — Средне-Невский судостроительный завод).
Синяя полоса — символ реки Невы.
Жёлтый цвет (золото) — могущество, сила, постоянство, вера, справедливость, добродетель, верность.
Синий цвет (лазурь) — слава, честь, верность, искренность, безупречность.
Красный цвет — символ боевой и трудовой славы, честь, энергию и огонь промышленного производства и т. д. Сила, могущество, благородство, право, мужество храбрость, неустрашимость. Наряду с золотом — это геральдический цвет Санкт-Петербурга. Кроме того, на карте 1903 года «План Колпино и его окрестностей», хранящейся в архиве города Колпино, обозначены многочисленные кирпичные заводы, расположенные на месте современного муниципального округа. Из произведённого здесь кирпича построено большое количество зданий Санкт-Петербурга.